# Настольная издательская система
Настольная издательская система (НИС) — комплект оборудования для подготовки оригинал-макета издания, готового для передачи в типографию.
Как правило, в состав НИС включают одну или несколько персональных рабочий станций с программным обеспечением для создания макета оформления, распознания, набора и вёрстки текста, редактирования изображений, предпечатной подготовки оригинал-макета. В состав НИС могут также входить принтер (для вывода промежуточных результатов и плёнок) и сканер.
Первоначально НИС использовалась преимущественно для создания печатных изданий, но в настоящее время также она применяется при создании различных форм онлайн-контента. Программное обеспечение для издательской деятельности может генерировать макеты и создавать текст и изображения высокого качества, сравнимые с традиционной типографикой и печатью. НИС также является основным этапом в цифровой типографии. Эта технология позволяет частным лицам, компаниям и другим организациям самостоятельно издавать разнообразный контент, от меню до журналов и книг, без затрат на коммерческую печать.
Для настольной издательской системы часто требуется использование персонального компьютера и программного обеспечения для визуального редактирования макета страниц (WYSIWYG), создания документов как для крупных издательств, так и для мелкомасштабного локального вывода и распределения на многофункциональных периферийных устройствах, хотя также используются и системы без визуального редактирования, такие как TeX и LaTeX, особенно в научных публикациях. Методы НИС обеспечивают больший контроль над дизайном, макетом и типографикой по сравнению с обработкой текста. Однако программное обеспечение для обработки текста уже включает в себя большинство, если не все, возможностей, ранее доступных только в профессиональной печати или настольной издательской системе.
Настольная издательская система и программное обеспечение часто используются для создания графики для дисплеев в точках продаж, презентаций, инфографики, брошюр, визиток, рекламных материалов, выставочных стендов, дизайна упаковки и наружной рекламы.

## История
Появление персональных компьютеров и издательского ПО в 1980-х годах произвело революцию в издательском деле и полиграфии, существенно изменив и, отчасти, технологически упростив издательское дело. Операции набора и вёрстки переместились из типографии в издательство, в то время как типографии стали заниматься почти исключительно печатными и послепечатными процессами, в частности, брошюровкой, переплётом и т. д.
Эволюция НИС фактически стартовала в 1985 году, когда вышла созданная корпорацией Aldus программа PageMaker и персональный лазерный принтер LaserWriter от компании Apple Computer. Возможность создания WYSIWYG-макетов страницы на экране компьютерного монитора с последующей распечаткой на принтере была новой как для компьютерной индустрии, так и для полиграфического дела. Термин «desktop publishing» (букв.: «настольная публикация») был предложен основателем Aldus Corporation Полом Брейнердом.
Ранние настольные издательские системы на сегодняшний день выглядят весьма примитивными. Связка PageMaker+LaserWriter+Macintosh 512K была не совсем стабильной — часто зависала, — использовался чёрно-белый экран, невозможно было контролировать кернинг, трекинг и другие важные полиграфические параметры. Но в то время отзывы о системе были одобрительными.
Технологии, разработанные Adobe Systems, заложили фундамент для дальнейшего развития профессионального издательского ПО. Принтеры LaserWriter и LaserWriter Plus содержали во встроенной ROM-памяти масштабируемые шрифты от Adobe.
В 1986 году вышла программа Ventura Publisher для компьютеров под ОС MS-DOS. Если PageMaker имитирует процесс создания макета страницы вручную, — Ventura Publisher автоматизировала этот процесс путём использования тегов (tags) и таблиц стилей (style sheet), что позволило автоматизировать процесс создания индексов и элементов макета страницы. Таким образом, Ventura Publisher была удобнее PageMaker при создании макетов книг и многостраничных документов. Практически в это же время на персональных компьютеры стали портировать различные UNIX-системы. Чаще всего это были BSD UNIX и производные от неё. Вместе с UNIX на ПК пришла ещё одна издательская система такого типа — TeX, появившаяся ещё в 1978, и с появлением на ПС ставшая де-факто «законодателем мод» в среде издательских систем данного типа. (Собственно TeX существует и совершенствуется и по сей день.)
И все же в то время НИС многими воспринимались как непригодные для промышленного использования, — во многом из-за пользователей, которые использовали непрофессионально спроектированные макеты. Тем не менее, профессиональное использование издательских программ позволяло уже тогда получить хорошие результаты. Например, журнал Info magazine в конце 1986 года стал первым полноцветным изданием, подготавливаемым при помощи НИС. В частности стало возможным готовить печатные издания самостоятельно или силами небольших издательских фирм, способных подходить к проектам индивидуально.
В 1990-е с одной стороны в издательское дело и полиграфию пришло новое поколение профильных специалистов. С другой стороны в промышленную эксплуатацию активно стали внедрять цифровое типографское оборудование, делавшее возможной массовую типографскую печать «с компьютера». Свое дело сделал и постоянный рост как общей вычислительной мощности персональных компьютеров, и, в особенности, кардинальное усовершенствование видеоподсистем компьютеров, непременно используемых в издательском деле. Естественно совершенствование и расширение программного инструментария для работы с текстом и графикой для компьютеров не заставили себя ждать, что в свою очередь привлекло внимание профессионального сообщества к издательскому ПО. Также в издательское и полиграфическое дело пришло новое поколение профильных специалистов, выросших на лавинообразном распространении персональных компьютеров, сопровождавшийся быстрым качественным ростом самих ПК. Переломным моментом стало появление в 1990-х годах программы QuarkXPress и расширение базы компьютерных шрифтов. QuarkXPress стала доминантной системой на рынке. В начале 2000-х набрала популярность программа Adobe InDesign. Это произошло благодаря её большим возможностям, а также интеграции с другими программами от Adobe, которые доминировали в сфере компьютерного дизайна, обработки изображений и фотографий, аудио- и видеоредактирования.
Все это подняло издательское дело на новый технологический уровень, и в частности сильно повысилось качество изданий. Но и эта «бочка мёда» не обошлась без «ложки дёгтя», — также в большом количестве стали появляться и издания с низким качеством оформления печатных текстов, издаваемые деятелями без специального полиграфического образования, хлынувшими в издательское дело на волне этой технологической революции.

## Использование
Созданые с помощью настольной издательской системы документы могут быть предназначены для печати или электронного распространения, включая PDF, слайд-шоу, электронные книги и онлайн-контент.
С использованием программного и аппаратного обеспечения для настольных издательских систем можно создавать различные типы печатных материалов, таких как брошюры, листовки, реклама и плакаты. Также можно разрабатывать каталоги, отчёты, логотипы, визитки, фирменные бланки, разрабатывать и публиковать информационные бюллетени, журналы и газеты.
Дизайн книг и буклетов, преобразование печатных материалов в форматы для Интернета и мобильных устройств, создание резюме, бизнес-форм, публикация книг и электронных изданий, создание блогов, веб-сайтов, слайд-шоу, презентаций и других материалов также входят в сферу применения настольных издательских систем. Помимо этого, такие системы позволяют создавать графические элементы, включая открытки, баннеры, фантики и термопереводные картинки, а также разрабатывать упаковку для розничной торговли и дизайн для магазинов, дорожных знаков и рекламных щитов. Таким образом, настольные издательские системы обеспечивают удобство и качество при создании разнообразных изданий и графических материалов.